# ميخائيل هيرتويغ
ميخائيل هيرتويغ (بالألمانية: Michael Hertwig)‏ (17 نوفمبر 1960 بأوفنبورغ في ألمانيا - ) هو مدرب كرة قدم ولاعب كرة قدم ألماني في مركز الدفاع. لعب مع بايرن ميونخ ونادي كارلسروه وOffenburger FV ‏ وتنس بوروسيا برلين ونادي فريبيرغ.

## وصلات خارجية
- ميخائيل هيرتويغ على موقع قاعدة بيانات كرة القدم.إي يو (الإنجليزية)
- ميخائيل هيرتويغ على موقع بيانات كرة القدم. دي إي (الألمانية)
- ميخائيل هيرتويغ على موقع عالم كرة القدم.نت (الإنجليزية)